# Funny Bones
Funny Bones (bra Rir É Viver) é um filme estadunidense-britânico de 1995, do gênero comédia dramática, dirigido por Peter Chelsom.

## Elenco
- Oliver Platt como Tommy Fawkes
- Jerry Lewis como George Fawkes
- Lee Evans como Jack Parker
- Leslie Caron como Katie Parker
- Richard Griffiths como Jim Minty
- Sadie Corre como Poodle Woman
- Oliver Reed como Dolly Hopkins
- George Carl como Thomas Parker
- Freddie Davies como Bruno Parker